# Summer Nude (映画)
『Summer Nude』（サマーヌード）は、2003年公開の日本映画。
製作は「Summer Nude」製作委員会。監督は製作当時、24歳だった飯塚健。20名を超える登場人物による群像劇である。

## あらすじ
8月31日、とある南の島。帰省していた女子大生・夏樹はプーという青年と出会った。2人はとめてあった軽トラを拝借して海へと向かう。その頃、葬儀屋の五郎は、結婚20周年記念日用に妻への贈り物として用意した花火玉が軽トラごと盗まれてしまい、途方にくれていた。

## キャスト
- 長谷部夏樹：野波麻帆
- プー：古屋暢一
- 塚前浩：今井雅之
- 渡久地五郎：きたろう
- 渡久地真由美：香坂みゆき
- 届毛泰蔵：堀口文宏（あさりど）
- 食卓：川本成（あさりど）
- 渡久地多香子：前田綾花
- 食理子：真帆
- 友梨：久納知佳
- 小林ルミ：井上佳子
- 加藤マミ：田中恵理
- 井上タカユキ：武田航平
- 遠田一平：大橋祐太郎
- 塚前陽子：花塚いづみ
- 長谷部ミツ：矢野泰子
- 柳菊蜂：車だん吉
- 組長：山田辰夫
- オカマ：ルー大柴
- 命守：44北川
- ヤンノ：小谷公一郎
- 一郎：上泉和三
- 二郎：上条賢太
- 看護婦：山下葉子
- ヤクザ組長の妻：まつもとみわ
- 救急隊員Ａ：西尾季隆（X-GUN）
- 救急隊員Ｂ：嵯峨根正裕（X-GUN）
- 石垣卓志：具志堅用高
- ナレーション：小林清志

## スタッフ
- 監督・脚本・企画・プロデュース：飯塚健
- プロデュース・編集：掛須秀一
- 脚本：青野裕介
- 撮影：長田勇市、永森芳伸
- 特機・照明：石綿宏幸
- 美術：桜井陽一、田中克幸
- 録音・整音：中村淳、鶴巻仁
- スタジオオペレーター：坂上賢治
- 音響効果：柴崎憲治
- 衣装：はやしだ恵
- ヘアメイク：富士川ヒロシ
- スクリプター：増田千尋
- 助監督：佐藤飛之介、佐々木真吾、青野裕介
- 制作担当：池原健
- 音楽：上田禎
- 使用曲
  - THE BLUE HEARTS　「テトラポットの上」,「歩く花」
  - THE HIGH LOWS　「夏の朝にキャッチボールを」,「ハスキー（欲望という名の戦車）」,「千年メダル」,「日曜日よりの使者」
- ロケ協力：石垣市、石垣市観光協会　ほか
- 録音・MA：アバコクリエイティブスタジオ、アオイスタジオ
- 現像：ソニーPCL
- スーパーバイザー：藤崎淳、平井順光
- 企画：白木豊次
- 製作委員会メンバー：バタフライシネマーケット、ジェイ・フィルム